# Getzbach
Getzbach är ett vattendrag i Belgien.   Det ligger i provinsen Liège och regionen Vallonien, i den östra delen av landet, 130 km öster om huvudstaden Bryssel.
I omgivningarna runt Getzbach växer i huvudsak blandskog. Runt Getzbach är det ganska tätbefolkat, med 144 invånare per kvadratkilometer.